# Union Sigean Port-la-Nouvelle
Maillots
L'Union Sigean Port-la-Nouvelle (USP) est un club français de rugby à XV basé sur les deux communes de Port-la-Nouvelle et de Sigean (Aude). 
Pour la saison 2022-2023, l'USP évolue en Fédérale 3.

## Histoire

### Création
L'Union Sigean Port-la-Nouvelle (USP) est née de la fusion en 1992 du Club olympique sigeanais et de l'Étoile sportive nouvelloise, le COS étant alors en 2e division et l'ESN en division honneur.
Les deux clubs avaient en commun depuis 1972 leurs équipes de jeunes de l'école de rugby jusqu'aux catégories juniors sous l'appellation Entente sportive Port-la-Nouvelle Sigean (ESPS).

### Les premières années et l'accession à la Fédérale 1
L'USP est engagée pour sa première saison 1992-1993 en 2e division, et parvient cette même saison en finale du championnat de France de 2e division et perd face au Céret Sportif sur le stade Gilbert-Brutus à Perpignan. L'USP accède alors au groupe B (ancêtre de l'actuelle Fédérale 1).
L'USP se maintient jusqu'en 1996-1997 puis retrouve la 2e division en 1997-1998 et remonte la saison suivante en Fédérale 1.

### Périodes récentes
En 2000, l'USP rétrograde jusqu'en division Honneur régionale et rejoint la Fédérale 2 pour la saison 2005-2006. Elle est reléguée en Fédérale 3 l'année suivante jusqu'en 2009.
De 2009 à 2010, l'USP remonte en Fédérale 2.
De 2011 à 2013 l'USP évolue en Fédérale 3, Secteur Grand-Sud.
Depuis 2013, l'USP évolue dans le Championnat de France Honneur.
Depuis septembre 2022, l'USP possède une section de rugby féminin seniors (et cadettes depuis 2023) évoluant en championnat régional d'Occitanie. 

## Identité visuelle

### Couleurs et maillots
Les couleurs du club sont le jaune, le rouge et le noir.

### Logo

Évolution du logo
Logo abandonné en 2020.
Logo instauré en 2020.

## Palmarès

### Palmarès du club
- Lors de la saison 2011-2012, l'équipe Junior Philiponeau, face à Pezenas, est sacrée championne de France.
- Lors de la saison 2009-2010, l'équipe Sénior B, face au RO Lunel B, est sacrée championne de France
- Lors de la saison 2008-2009, l'équipe Sénior B, face à Antony Sports B, est sacrée championne de France.
- Lors de la saison 1993-1994, l'équipe Sénior B, face à l’AS Montferrand B, et les Juniors Philiponeau sont sacrés champions de France de leur catégorie.

### Palmarès des anciennes entités
- Étoile sportive nouvelloise :
  - 1986 : vice-champion de France Honneur
  - 1977 : champion de France Honneur

- Club olympique sigeanais :
  - 1973 : champion de France de 2e série
  - 1963 : champion de France de 4e série
  - 1954 : champion de France de Promotion d'Honneur
  - 1953 : champion de France de 3e série
  - 1985 : champion de France troisième division et vainqueur du challenge de l'Espoir

## Infrastructures
En 2022, l'USP compte 330 licenciés :
- Deux équipes en catégorie sénior
- Deux équipes Féminines une sénior et une cadette
- Une équipe de catégorie juniors Régional 1
- Une équipe de catégorie cadets Régional 1
- Une école de rugby labellisée FFR [2] regroupant près de 170 enfants

## Personnalités du club

### Joueurs devenus professionnels issus du club
- Sébastien Chobet, a joué au Montpellier HR et à l'US Carcassonne
- Jean-Philippe Viard, a joué à l'Avenir valencien
- David Mélé, a joué à l'USA Perpignan et aux Leicester Tigers
- Benjamin Beaux, a joué au RC Narbonne
- Thomas Fournil, a joué à l'AS Béziers

### Entraineurs
- 2010-2012, Maurice et Gérard Mélé
- 2013-2014, Jerry Riviére et Christophe Gratien

### Présidents
- 2009-2011, Olivier Albert, Gilles Fages et Jean-Marc Forel.
- 2011-2012, Pascal Fons
- 2012-2013, Jacques Laffon et Pascal Fons
- 2013-2014, Jacques Laffon